# Rie Kogure
Rie Kogure (jap. 小暮 里江, Kogure Rie; * 15. Juni 1984 in Fukaya, Präfektur Saitama) bekannt unter ihrem Künstlernamen Mimula (ミムラ, Mimura), ist eine japanische Filmschauspielerin. Sie ist bei der Agentur Stardust Promotion unter Vertrag.

## Persönliches
Mimula wurde 1984 in Fukaya in der Präfektur Saitama geboren. Sie machte ihren Schulabschluss an der „Inagakuen Mittel- und Oberschule der Präfektur Saitama“, danach arbeitete sie unter anderem als Model für Haarschnitte. 2003 sprach sie erfolgreich für die weibliche Hauptrolle des Fernsehdramas Beginā vor und startete damit ihre Karriere als Schauspielerin. Im folgenden Jahr spielte sie in den beiden Fernsehdramen FIRE BOYS 〜megumi no daigo〜 und Rikon Bengoshi mit, wodurch sie innerhalb kürzester Zeit in drei Serien im Fernsehen zu sehen war. Ab Ende 2006 folgte eine zweijährige Pause, bis sie schließlich 2008 mit dem Fernsehdrama Saitō-san auf die Bildschirme zurückkehrte. Im Folgejahr erhielt sie im Drama Zeni Geba erneut die Rolle der weiblichen Heldin. Ihr Filmdebüt hatte sie 2004 in dem Film Umineko, 2005 folgte ihre erste große Hauptrolle im Film The Call 2. Neben Fernsehdramen und Filmen drehte sie auch mehrere Werbespots.
Ihr Künstlername Mimula stammt aus der Kinderserie Mumins, genauer gesagt ist er der Figur der Mymla entsprungen. In der japanischen Umschrift wird Mymla zu ミムラ (Mimula), weshalb die Silbe ラ in diesem Fall auch mit la, anstatt wie sonst üblich ra, transkribiert wird.
Am 15. November 2006 heiratete sie den Dirigenten Kim Seong-hyang (Hangeul: 김성향, Hanja: 金 聖響, jap. Aussprache: Kim(u) Seikyō) die beiden hatten sich bei den Dreharbeiten des 2005 erschienenen Filmes Kono mune ippai no ai o kennengelernt. Die Ehe wurde im Dezember 2010 wieder geschieden.

## Filmografie (Auswahl)

### Fernseh-Dramen
- 2003: Beginā
- 2004: FIRE BOYS ~megumi no daigo~
- 2004: Rikon Bengoshi
- 2004: Medaka
- 2005: Ima, Ai ni yukimasu
- 2006: Koi no kara sawagi ~LOVE STORIES~III "Moto yan no onna"
- 2006: Tenshi no Hashigo
- 2008: Saitō-san
- 2009: Zeni Geba
- 2009: Soratobu Taiya
- 2009: Kōrusentā no Koibito
- 2009: Samurai Haiskūru
- 2010: Naze kimi wa Zetsubō to tatakaeta no ka
- 2011: Gō ~himetachi no sengoku~
- 2011: Ninkyō herupā Special
- 2011: Kayoku Hōtei
- 2011: Omaenashi de wa ikiteikenai ~neko o aishita geijutsu-ka no monogatari~ Nr. 3 "Boku dake ga mita kanojo no nami"
- 2012: Ume-chan Sensei

### Filme
- 2004: Umineko
- 2005: The Call 2
- 2005: Kono mune ippai no ai o
- 2007: Saidokā ni inu
- 2008: Rakugo Musume
- 2011: Tengoku kara no ēru
- 2017: Close-Knit (Karera ga Honki de Amu Toki wa)

## Auszeichnungen
- 2004: Bester Newcomer (39th Television Drama Academy Awards) für ihre Rolle in Beginā